# 五瓣子楝树
五瓣子楝树（学名：Decaspermum fruticosum）为桃金娘科子楝树属下的一个种。

## 扩展阅读
- 維基物種上的相關：五瓣子楝树